# Maria Mancini
Maria Mancini, franciául: Marie Mancini, (Róma, 1639. augusztus 28. – Pisa, 1715. május 8.) római bárókisasszony, Jules Mazarin bíboros főminiszter unokahúga, Ausztriai Anna anyakirályné udvarhölgye, XIV. Lajos francia király kegyensnője. 1659-es kegyvesztéséig. 1661-től Lorenzo Colonna herceg felesége.

## Élete

### Származása
Édesanyja Geronima Mazzarini (1614–1656) nemes kisasszony, Pietro Mazzarino (Mazzarini) szicíliai arisztokrata (1576–1654) és Ortensia Bufalini leánya, Giulio Mazarino (Jules Mazarin) egyik húga. A Mazzarini család a szicíliai normann királyi családból vezette le származását. Édesapja Michele Lorenzo Mancini (1600–1656) római báró, aki 1634. augusztus 6-án vette feleségül Geronima Mazzarinit.
A szülők házasságából tíz gyermek (négy fiú és hat lány) született:
- Laura Vittoria (Laure Victoire) Mancini (1636–1657), aki 1651-ben II. Louis de Bourbon-Vendôme-nak (1612–1669), Mercœur hercegének, IV. Henrik francia király unokájának felesége lett,
- Paolo (Paul) Mancini (1636–1652), kapitány a királyi könnyűlovasságnál (chevau-légers), a Fronde felkelés idején a Faubourg Saint-Antoine-i csatában elesett.
- Olympia (Olympe) Mancini (1638–1708), 1657-től Savoyai Jenő Móric carignani herceg felesége, Savoyai Jenő anyja.
- Maria (Marie) Mancini (1639–1715), XIV. Lajos szeretője, 1661-től Lorenzo Onofrio Colonna herceg (1637–1689) felesége.
- Filippo Giulio (Philippe Jules) Mancini, Nevers hercege (1641–1707), aki 1670-ben Diane-Gabrielle de Damas de Thianges-t, Madame de Montespan márkiné unokahúgát vette feleségül,
- Alfonso (Alphonse) Mancini (1644–1658), tizenévesen balesetben meghalt,
- Ortensia (Hortense) Mancini (1646–1699), 1661-től Armand-Charles de La Porte de La Meilleraye-nak (1632–1713), Mayenne hercegének felesége,
- Leánygyermek (1647–1649), kisgyermekként meghalt,
- Maria Anna (Marie Anne) Mancini (1649–1714), 1662-ben Godefroy Maurice de La Tour d’Auvergne-hez (1636–1721), Turenne marsall unokaöccséhez ment feleségül.
- Fiúgyermek (*/† 1650), születésekor meghalt.

### AMazarinette-ek

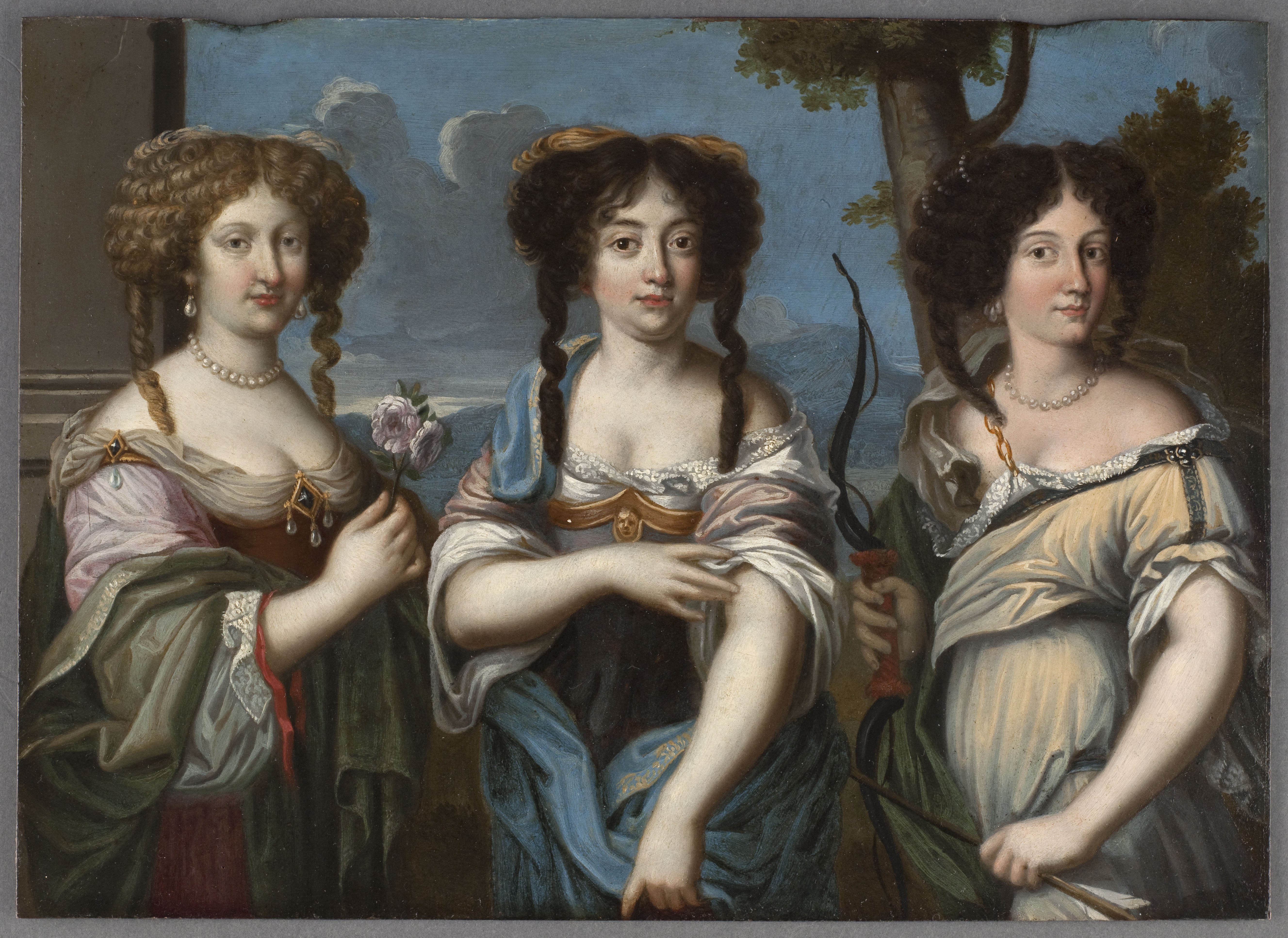
Mazarin bíboros három unokahúga: Maria, Olympia és Ortensia Mancini

Nagybátyja, Jules Mazarin, aki Richelieu bíboros elhunyta (1642) után a Francia Királyság főminisztere lett, 1647 és 1653 között sorra Párizsba költöztette unokahúgait és unokaöccseit, és bemutatta őket a királyi udvarnál, azzal a nem titkolt céllal, hogy kapcsolatokat szerezzenek és előnyös házasságokat kössenek Franciaország és Itália magas rangú arisztokratáival.
Geronima Mazzarini öt leányával együtt Mazarin a királyi udvarba hozta további két unokahúgát, egy másik húgának, Laura Margherita Mazarininek (Girolamo Martinozzi fanói őrgróf férjének) két leányát is:
- Laura (Laure) Martinozzi (1635–1687), aki 1656-ban Estei IV. Alfonznak felesége, és 1658-tól Modena és Reggio hercegnéje lett,
- Anna Maria (Anne Marie) Martinozzi (1637–1672), aki 1653-ban Armand de Bourbon-nak, Conti hercegének (1629–1666) felesége lett.

A hét leányt, Mazarin unokahúgait az udvari nép gúnyosan „Mazarinette”-knek (kb. „Mazarinocskák”-nak nevezte). 1651-ben és 1652-ben a Fronde felkelés veszélyes fázisaiban Mazarin bíborosnak és családtagjainak rövid időre el kellett menekülniük Párizsból, de rövidesen visszatérhettek. Hamarosan a régens-anyakirályné Ausztriai Anna védence lett, a többi Mazarinette-tel együtt.

### A francia király kegyencnője

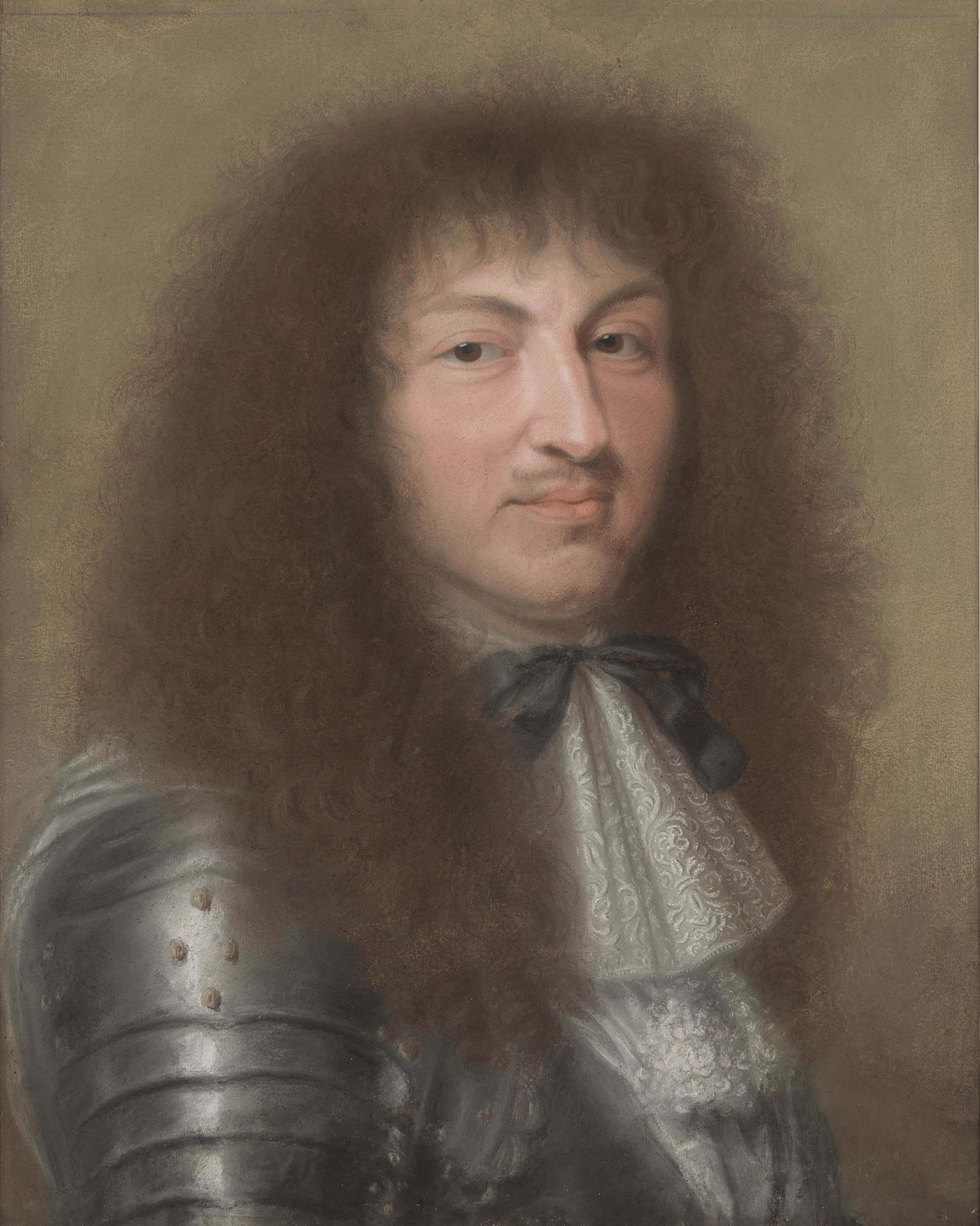
Az ifjú XIV. Lajos

XIV. Lajos, a gyermek-király hevesen udvarolni kezdett a Mazarin-lányoknak. 1654-től, 11 évesen viszonyt létesített Mária Mancini nővérével, a 16 éves Olympiával. Mivel feleségül is akarta venni, ezért 1657 februárjában Ausztriai Anna anyakirályné és Mazarin bíboros sietve férjhez adták Olympiát Savoyai Jenő Móric (Eugenio Maurizio) carignanói herceghez, Soissons grófjához (1635–1673).
Olympia húga, Maria ezután mindent megtett, hogy magára vonja a 15 éves király figyelmét. 1658 júliusában, Dunkerque ostroma közben XIV. Lajos megbetegedett. Maria nyilvánosan, könnyeket hullatva fejezte ki rajongását és aggódását a király életéért. „Halálra zokogta magát” (se tua de pleurer), írta Anne Marie Louise d’Orléans, a Grande Mademoiselle, Gaston orléans-i herceg és Marie de Bourbon-Montpensier leánya, XIV Lajos unokanővére. Ez megtette a kívánt hatást. Amikor az udvar visszatért Fontainebleau-ba, a király udvarolni kezdett neki, és hamarosan a szeretőjévé is tette. Maria Mancini az udvari élet központi személyisége lett, bálokat rendeztek a kedvéért. Személyes elégtételt is érezhetett, hiszen elfoglalta nővérének, Olympiának helyét. Maria irodalmi estekkel, színházi előadásokkal és romantikus külsőségekkel vette körül szerelmét, a királyt, romantikus világát Ludovico Ariosto és Torquato Tasso művei inspirálták. Maria műveltsége, humorérzéke, élénk gondolkodása nagy hatást tett a királyra. Maga is beleszeretett Mariába, és komoly formában jelezte Mazarin-nek, hogy feleségül kívánja venni a hölgyet.
A főminiszter és Ausztriai Anna anyakirályné számára ez azonban elfogadhatatlan, rangon aluli házasság („mésalliance”) lett volna, és keresztezte volna a főminiszter nagypolitikai terveit. 1659-ben a pireneusi békeszerződéssel győzelmesen lezárta az 1635 óta folyó francia–spanyol háborút. A szerződés kikötötte, hogy XIV. Lajos feleségül veszi IV. Károly spanyol király legidősebb leányát, Mária Terézia infánsnőt. A frigy fontossága abban állt, hogy a Spanyolországra kirótt hadi kárpótlás elmaradása esetén XIV. Lajos, felesége jogán igényt támaszthatott spanyol államterületekre. A házassági szerződés tárgyalását nehezítette Maria Mancini személye és a király életében elfoglalt helye. Mazarin bíboros – az anyakirályné támogatásával – meggyőzte a királyt, szakítson szerelmével, és kösse meg a fontos érdekházasságot.
A király hozzájárult, hogy Mariát fokozatosan eltávolítsák az udvartól. Először néhány hónapra La Rochelle-be, majd még távolabb, a poitou-i Brouage kikötővárosba költöztették. (Mazarin bíboros 1653 óta ennek a városnak kormányzója volt). 1659. június 22-én, indulása előtt találkozhatott utoljára a királlyal. A megrendítő búcsút Racine is megörökítette Berenice c. drámájának IV. felvonásában (5. szín), ahol Titus császárnak és Berenikének le kell mondani egymás iránt érzett szerelmükről: „Nagyúr, Császár vagy, mégis sírsz…!”
1660. június 3-án Lajos feleségül vette Mária Terézia infánsnőt. Maria Mancini nővére, Olympia, akivel a király már korábban szakított, nem tartott húgával, hanem az udvarban maradt férjével és gyermekeivel együtt, a király és Mária Terézia infánsnő házassága után is, és számos udvari intrikát szőtt 1580-ig, amikor belekeveredett az ún. „mérgezési affér”-ba, végleg kegyvesztetté vált és külföldre száműzték.

### Rossz házassága
1661. március 9-én Mazarin bíboros meghalt. Miután XIV. Lajos semmi jelét nem adta, hogy visszaengedné Mariát a versailles-i udvarba, az elhagyott Maria Mancini még abban az évben férjhez ment Lorenzo Onofrio Colonna római herceghez (1637–1689), hadparancsnokhoz (connétable), V. Marcantonio Colonna herceg († 1655) fiához. A családi legenda szerint a férj meglepve tapasztalta volna, hogy Maria még szűz lenne. Három fiuk született:
- II. Filippo Colonna (* 1663)
- Marcantonio Colonna (* 1664)
- Carlo Colonna (* 1665)

### Menekülése
A házasság azonban gyorsan megromlott. A harmadik gyermek születése után Maria úgy érezte, eleget tett házastársi kötelességének, és szeretőket kezdett tartani. Gyanakvó és erőszakos természetű férje nem tűrte el felesége hűtlenségét. Megfenyegette, talán meg is verte. 1672. május 29-én Maria, életét féltve, elhagyta férjét és gyermekeit, és elmenekült Rómából. Húgával, Ortensiával (Hortense), Mayenne hercegnéjával és bátyjával Filiipóval, Nevers hercegével együtt beutazták Európát. Rokonaiknál, ismerőseiknél laktak hosszabb-rövidebb ideig. Hogy pénzhez jussanak, Maria 1677-ben megírta emlékiratait. Csak férjének halála után, 1689-ben tért vissza Itáliába.

### Halála

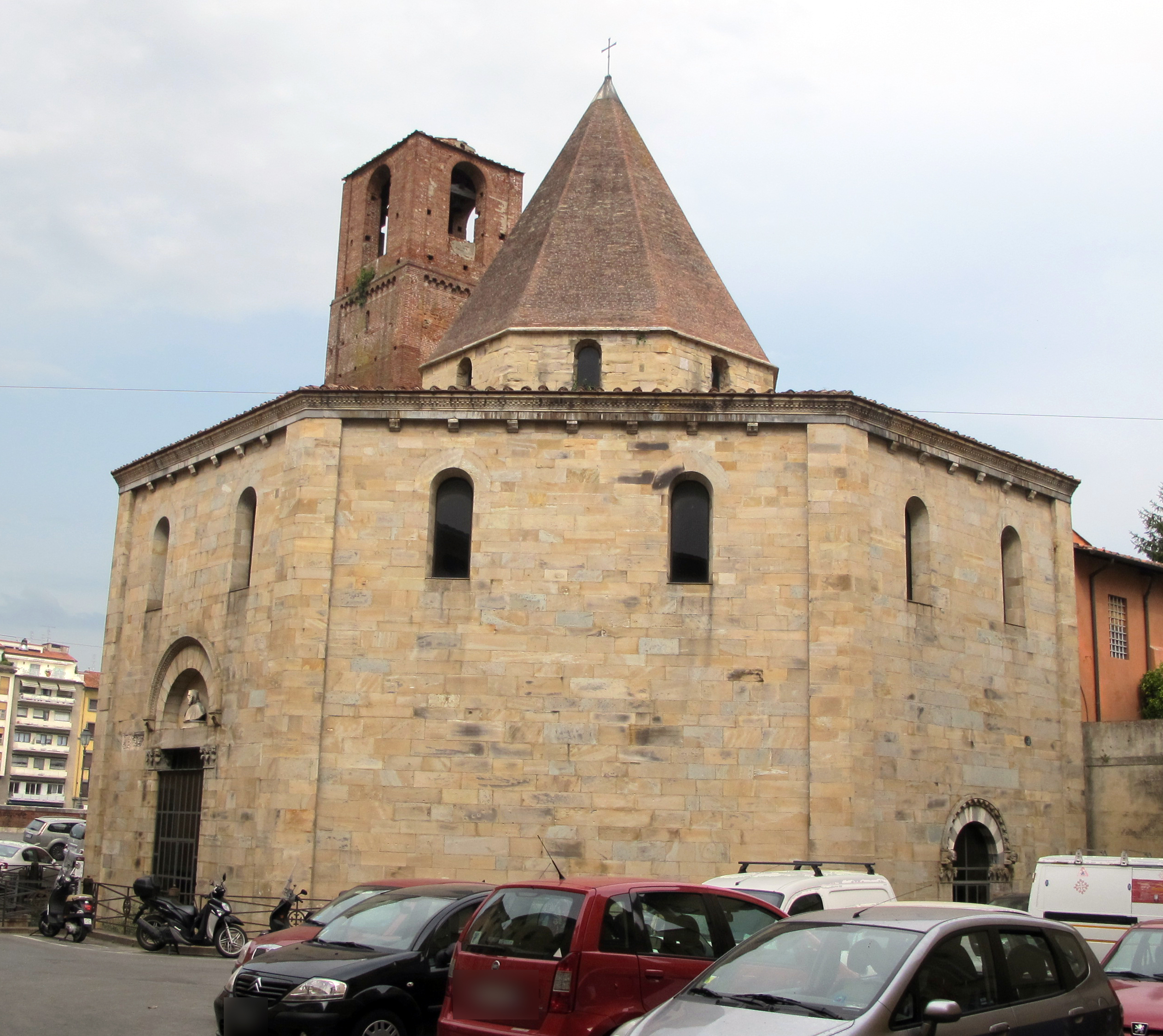
Szent Sír-templom, Pisa

Marie Mancini 1715. május 9-én hunyt el Pisában anélkül, hogy a királyt viszontláthatta volna. A pisai Szent Sír-templomban (Chiesa del Santo Sepolcro) temették el. Meghagyása szerint sírkövére csak e latin szavakat vésték: „MARIA MANCINIA COLVMNA PVLVIS ET CINIS”. Néhány hónappal később, 1715. szeptember 1-jén XIV. Lajos is meghalt.
Egy évszázaddal később Maria Mancini ükunokája, Camille Borghèse herceg (1775–1832) lett Pauline Bonaparte (1780–1825) második férje. Egyik leány-ükunokája, Felice Colonna (Giuseppe Alliatának, Buccheri hercegének férje) révén Maria Mancini távoli ősanyja a Ruffo di Calabria nemzetségből származó Paula belga királynénak (Donna Paola Margherita Ruffo di Calabria hercegnőnek), a 2013-ban lemondott II. Albert belga király feleségének.

## Megjelent művei
- Marie Mancini: La Vérité dans son jour, ou Les véritables mémoires de M. Manchini, connétable Colonne, Spanyolország, 1677.
- Marie Mancini: Apologie, ou Les véritables mémoires de Mme Marie Mancini, connétable de Colonna, écrits par elle-même, Leyde, J. Van Gelder, 1678.
- Les Illustres aventurières ou Mémoires d'Hortense et de Marie Mancini, előszó: Pierre Camo, Paris, H. Jonquières, 1929.
- Hortense és Marie Mancini, Mémoires d’Hortense et de Marie Mancini, sajtó alá rendezte, Gérard Doscot, Paris, Mercure de France, 1965. ISBN 2-7152-1451-0.